# Лидл
„Лидл“ (на немски: Lidl) е голяма верига от немски дискаунтъри. Има над 13 000 магазина в 36 държави. „Лидл“ освен в България има магазини в Австрия, Белгия, Великобритания, Германия, Гърция, Дания, Естония, Ирландия, Испания, Италия, Кипър, Латвия, Литва, Люксембург, Малта, Нидерландия, Полша, Португалия, Румъния, САЩ, Сърбия, Словакия, Словения, Унгария, Финландия, Франция, Хърватия, Чехия, Швейцария, Швеция, Турция, Норвегия, Босна и Херцеговина, Черна гора.

## История
Магазинът е създаден през 1930 г. от Йозеф Шварц (1903 – 1977). Заради войната магазинът е разрушен през 1944 г.
Първият дискаунт магазин Lidl е открит през 1973 г. До 1977 г. веригата Lidl се състои от 33 дискаунт магазина.
През януари 2012 г. „Лидл“ стартира малки пекарни в магазините си в Европа.
През лятото на 2015 г. „Лидл“ обявява, че ще има щаб и магазини в САЩ. Първите магазини отварят през лятото на 2017 г.

## Магазини
Към 2022 г. Lidl присъства в 31 държави.
| Държава   | Година на откриване | Брой хипермаркети |
| --------- | ------------------- | ----------------- |
| Австрия   | 1998 г.             | 255               |
| Белгия    | 1995 г.             | 315               |
| България  | 2010 г.             | 137               |
| Хърватия  | 2006 г.             | 105               |
| Кипър     | 2010 г.             | 18                |
| Чехия     | 2003 г.             | 281               |
| Дания     | 2005 г.             | 134               |
| Естония   | 2022 г.             | 11                |
| Финландия | 2002 г.             | 197               |
| Франция   | 1989 г.             | 1575              |
| Германия  | 1973 г.             | 3243              |
| Гърция    | 1999 г.             | 232               |
| Италия    | 1992 г.             | 696               |
| Румъния   | 2011 г.             | 300               |

## Бивши пазари
| Държави  | Откриване | Затваряне | Бележки                                                |
| -------- | --------- | --------- | ------------------------------------------------------ |
| Норвегия | 2004 г.   | 2008 г.   | Затворен поради слаби продажби и политически проблеми. |

## Бъдещи пазари
| Държави             | Откриване | Бележки                                               |
| ------------------- | --------- | ----------------------------------------------------- |
| Босна и Херцеговина | 2024 г.   | В процес на изграждане, планирано отваряне до 2024 г. |
| Черна гора          | 2024 г.   | В процес на изграждане, планирано отваряне до 2024 г. |

## Лидл Plus
През август 2018 г. Lidl представи карта за лоялност за супермаркети „Lidl Plus“. Приложението е достъпно в повечето европейски страни, в които Lidl оперира, като предлага отстъпки за продукти на собствена марка и за партньорски оферти. В няколко страни приложението също има бонусна програма с връщане на пари.